# Hochkogel (Ebensee)
Der Hochkogel ist ein 1591 m ü. A. hoher Berg im Toten Gebirge bei Ebensee am Traunsee. Der Berg fällt nach Norden und Osten mit steilen Wänden ab. Nach Süden leitet ein Rücken zu den Rauhenkögel über. Aufgrund seiner schönen Aussicht und leichten Erreichbarkeit wird der Gipfel oft besucht.

## Aufstieg
Markierte Anstiege:
- Von der Hochkogelhütte leicht ansteigend in 15 Minuten zum Gipfel